# Comilla flygplats
Comilla flygplats är en flygplats i Bangladesh. Den ligger i den sydöstra delen av landet, 90 km öster om huvudstaden Dhaka. Comilla flygplats ligger 11 meter över havet.
Terrängen runt Comilla flygplats är mycket platt. Runt Comilla Airport är det mycket tätbefolkat, med 2 028 invånare per kvadratkilometer.. Närmaste större samhälle är Comilla, 2,8 km norr om Comilla Airport.
Trakten runt Comilla flygplats består till största delen av jordbruksmark.